# Distretto di Spin Boldak
Il distretto di Spin Boldak è un distretto dell'Afghanistan appartenente alla provincia di Kandahar. Viene stimata una popolazione di 97.800 abitanti (dato 2012-13).